# Уснија Реџепова
Уснија Реџепова (Скопље, 4. фебруар 1946 — Београд, 1. октобар 2015) била је македонско-српска певачица ромског и турског порекла.

## Биографија
Гимназију је завршила у Скопљу, а арабистику на Филолошком факултету у Београду. Глумила је Коштану у Народном позоришту у Београду 25 година у режији Раше Плаовића. У улози певачице појавила се на филму Дервиш и смрт из 1974. године. Добитница је националне пензије Републике Србије од 29. децембра 2011. године.
Преминула је 1. октобра 2015. у Београду. Комеморација је одржана 2. октобра 2015. у просторијама Радио Београда, а сахрана на гробљу Бутел у Скопљу била је 4. октобра 2015.
За собом је оставила хитове: Казуј, крчмо, џеримо, Животе мој, Ја са југа, ти са севера, О, песмо моја, Расуле се косе моје, Шта хоћеш, Због тебе, мори Лено, Око Ниша киша...

## Фестивали
- 1971. Илиџа - Тешкото
- 1972. Илиџа - Да има љубов, да има срека
- 1975. Југословенски фестивал Париз - Шта је живот, кад љубави нема
- 1976. Београдски сабор - Kavusan sevgililer
- 1976. Илиџа - Не гледај ме
- 1978. Хит парада - Шта да радим с тобом
- 1979. Хит парада - Хоћеш љубав кћери Рома
- 1981. Хит парада - О песмо, о игро моја
- 1983. Хит парада - Казуј крчмо џеримо
- 1984. МЕСАМ - Дајте ми даире
- 1985. Хит парада - Расуле се косе моје
- 1986. Посело године 202 - Расуле се косе моје
- 1986. Валандово - Мерак ми е да запеам
- 1987. МЕСАМ - Коштанина песма
- 1989. Хит парада - Животе мој
- 1989. МЕСАМ - Животе мој
- 1995. Посело 202 Кад' љубим ја
- 1996. Моравски бисери - Тражим те
- 2006. Гранд фестивал - Ми смо посестриме (дует са Есмом Реџеповом)